# Villemorien
Villemorien é uma comuna francesa na região administrativa de Grande Leste, no departamento de Aube. Estende-se por uma área de 13,8 km². Em 2010 a comuna tinha 213 habitantes (densidade: 15,4 hab./km²).